# Heraclius (generaal)
Heraclius (Grieks: Ήράκλειος, overleden 474) was een generaal in het leger van het Oost-Romeinse Rijk. Van hem zijn een aantal wapenfeiten bekend, waarvan de bekendste zijn deelname aan  de mislukte campagne tegen de Vandalen in de Vandaalse Oorlog (461-468) is.

## Biografie
Heraclius werd volgens Theophanes de Belijder geboren in Edessa, Mesopotamië. De kroniekschrijver
Johannes van Antiochië en Theophanes identificeren hem beide als een zoon van Florus.
Vóór 468 beklede Heraclius waarschijnlijk de militaire functie van comes rei militaris aan het oostelijk hof. Hij werd met troepen naar het noordoosten van Anatolië  gestuurd om de Lazen daar te steunen tegen de Sassaniden en de Iberiërs, maar zijn bondgenoten slaagden er niet in zijn troepen voldoende te bevoorraden, waardoor hij gedwongen werd zijn veldtocht af te breken.
In 468 kreeg Basiliscus opdracht van de Oost-Romeinse keizer Leo I, om deel te nemen aan een massale campagne tegen de Vandalen in Afrika. Het aanvalsplan was gericht op de vernietiging van het Vandaalse rijk in Afrika door hen op drie fronten aan te vallen. Het bevel werd opgedragen aan de  opperbevelhebber Basiliscus en de generaals Marcellinus en Heraclius.
Heraclius kreeg opdracht in Egypte troepen te  verzamelen en op te trekken naar het door de Vandalen bezette provincië Tripolitania. Hij landde in Tripolitanië en versloeg de Vandalische troepen. Vervolgens bezette Heraclius de lokale steden en ging over land verder naar Carthago, de hoofdstad van de Vandalen. Basiliscus gaf leiding aan deze expeditie en arriveerde met het hoofdleger, vervoerd door een armada van meer dan 1.000 schepen, in de buurt van Carthago. De bedoeling was dat Basiliscus en Heraclius gelijktijdig de aanval zouden openen. Het West-Romeinse leger van generaal Marcellinus werd in reserve gehouden en beveiligde de eilanden Sicilië en Sardinia.
Het Romeinse aanvalsplan mislukte jammerlijk. De Vandaalse koning Geiserik versloeg de Romeinse vloot van Basiliscus in de Slag bij Kaap Bon.  Marcellinus de West-Romeinse generaal die met een leger op Sicilie verbleef werd vermoord, waarschijnlijk op instigatie van zijn politieke rivaal, Ricimer. Heraclius die op weg was naar Carthago kwam alleen te slaan en brak zijn veldtocht af en keerde terug.  keerde terug naar Constantinopel.
In 471 hielp Heraclius keizer Leo I zich te ontdoen van de invloedrijke magister militum Aspar. In 474, tijdens het bewind van Zeno, had Heraclius de positie van magister militum per Thracias bereikt. In die hoedanigheid stond hij tegenover de Goten van Theodorik de Oudere, maar werd gevangengenomen in Thracië. Hij werd later bevrijd toen de keizer losgeld betaalde.
Volgens Malchus stuurde keizer Zeno hem niet naar huis, maar weg. In Arcadiopolis werd hij vervolgens vermoord door enkele soldaten voor de wreedheden die hij tijdens zijn ambtstermijn had begaan. Johannes van Antiochië vertelt een ander verhaal. Volgens hem werd Heraclius vermoord door de Gotische aanvloerder Strabo in de Chersonese.
Malchus bekritiseert Heraclius als haastig en onstuimig, zonder vooruitziende blik die onvoorzichtig optrad. Theophanes prijst hem daarentegen als een energieke generaal. Er zijn nog fragmenten van een panegyriek ter ere van een militaire commandant genaamd Heraclius, hoogstwaarschijnlijk werd hiermee Heraclius van Edessa mee bedoeld.